# Scopula deserta
Scopula deserta är en fjärilsart som beskrevs av W. Warren 1897. Scopula deserta ingår i släktet Scopula och familjen mätare. Inga underarter finns listade.